# الوحوش المذهلة وأين تجدها (كتاب)
الوحوش المذهلة وأين تجدها (يُشار إليه في كثير من الأحيان باسم الوحوش المذهلة) هو كتاب إرشادي صدر عام 2001 كتبته المؤلفة البريطانية جيه. كي. رولينغ (مستخدمة الاسم القلمي للكاتبة الوهمية نويت سكاماندر) وتتحدث فيه عن المخلوقات السحرية في عالم هاري بوتر. تُعتبر النسخة الأصلية، التي جسدتها رولنيغ بالصور التوضيحية، نسخةً عن الكتاب المدرسي لهاري بوتر الذي يحمل نفس الاسم المذكور في هاري بوتر وحجر الفيلسوف (أو هاري بوتر وحجر الساحر في الولايات المتحدة)، وهي أول رواية في سلسلة هاري بوتر. تحتوي النسخة الأصلية على عدة ملاحظات من المفترض أن تكون مكتوبةً بخط اليد بواسطة هاري ورون ويزلي وهيرميوني غرينجر، اللذين يوردان تجاربهما الخاصة مع بعض الوحوش الموصوفة، متضمنةً نكاتًا متعلقةً بالسلسلة الأصلية.
في مقابلة أُجريت عام 2001 مع مؤسسة إستلاستيك للنشر، صرّحت رولينغ بأنها اختارت موضوع المخلوقات السحرية كونه موضوعًا ممتعًا تعمقت فيه كثيرًا في الكتب السابقة. لم يظهر اسم رولينغ على غلاف الطبعة الأولى، بل ذُكر اسمها القلمي «نيوت سكاماندر» التي ألفت الكتاب المدرسي لهاري بوتر تبعًا لما أوردته الكتب وأظهرته قائمة مستلزماته المدرسية في سنته الأولى في هوغوورتس.
قدّم الكتاب الكثير من التبرعات لمؤسسة الإغاثة الكوميدية الخيرية التابعة لهيئة الإذاعة البريطانية (بي بي سي)، إذ ذهب أكثر من 80٪ من سعر الغلاف لكل كتاب يُباع للأطفال الفقراء في أماكن مختلفة في جميع أنحاء العالم. وفقًا للإغاثة الكوميدية، جمعت مبيعات هذا الكتاب مع كتاب كويدتش عبر العصور أكثر من 17 مليون جنيه إسترليني بحلول يوليو 2009.
في 12 سبتمبر 2013، أعلنت وارنر برذرز مع رولينغ عن إنتاجهما لفيلم مستوحى من الكتاب تكون رولينغ فيه كاتبة السيناريو، ليكون الأول في سلسلة من خمسة أفلام مشابهة. طرحت رولينغ خطةً لفيلم آخر بعد اقتراح وارنر برذرز الفكرة. تعرض قصته نيوت سكاماندر كشخصية رئيسية وتقع أحداثها في مدينة نيويورك قبل سبعين عاماً من بدء قصة هاري. أُصدر الفيلم في 18 نوفمبر 2016.
نُشرت طبعة جديدة من الكتاب في 14 مارس 2017، مع غلاف مرفق بالرسوم التوضيحية لجوني دادل بينما أضاف توميسلاف توميتش رسومه التوضيحية داخل صفحات الكتاب الذي تضمن ستة مخلوقات جديدة ومقدمةً كتبتها نيوت سكاماندر. تُعتبر الطبعة نسخةً جديدةً بسبب عدم احتوائها على أي ملاحظات مكتوبة بخط اليد. عادت تبرعات الكتاب من هذه الطبعة إلى مؤسستي لوموس والإغاثة الكوميدية.
نُشرت طبعة جديدة من الكتاب في 7 نوفمبر 2017 حاملةً رسومًا توضيحية لأوليفيا لومينيش، ومتضمنةً نص الكتاب الوارد في طبعة مارس 2017. في 1 فبراير 2018، أُصدرت نسخة من الكتاب بتقنية كيندل إن موشن للأجهزة الموافقة، وهي تقنية حوّلت الرسوم التوضيحية إلى رسوم متحركة.

## روابط خارجية
- الوحوش المذهلة وأين تجدها على موقع الموسوعة البريطانية (الإنجليزية)